# Callicebus ornatus
Callicebus ornatus là một loài động vật có vú trong họ Pitheciidae, bộ Linh trưởng. Loài này được Gray mô tả năm 1866.

## Hình ảnh

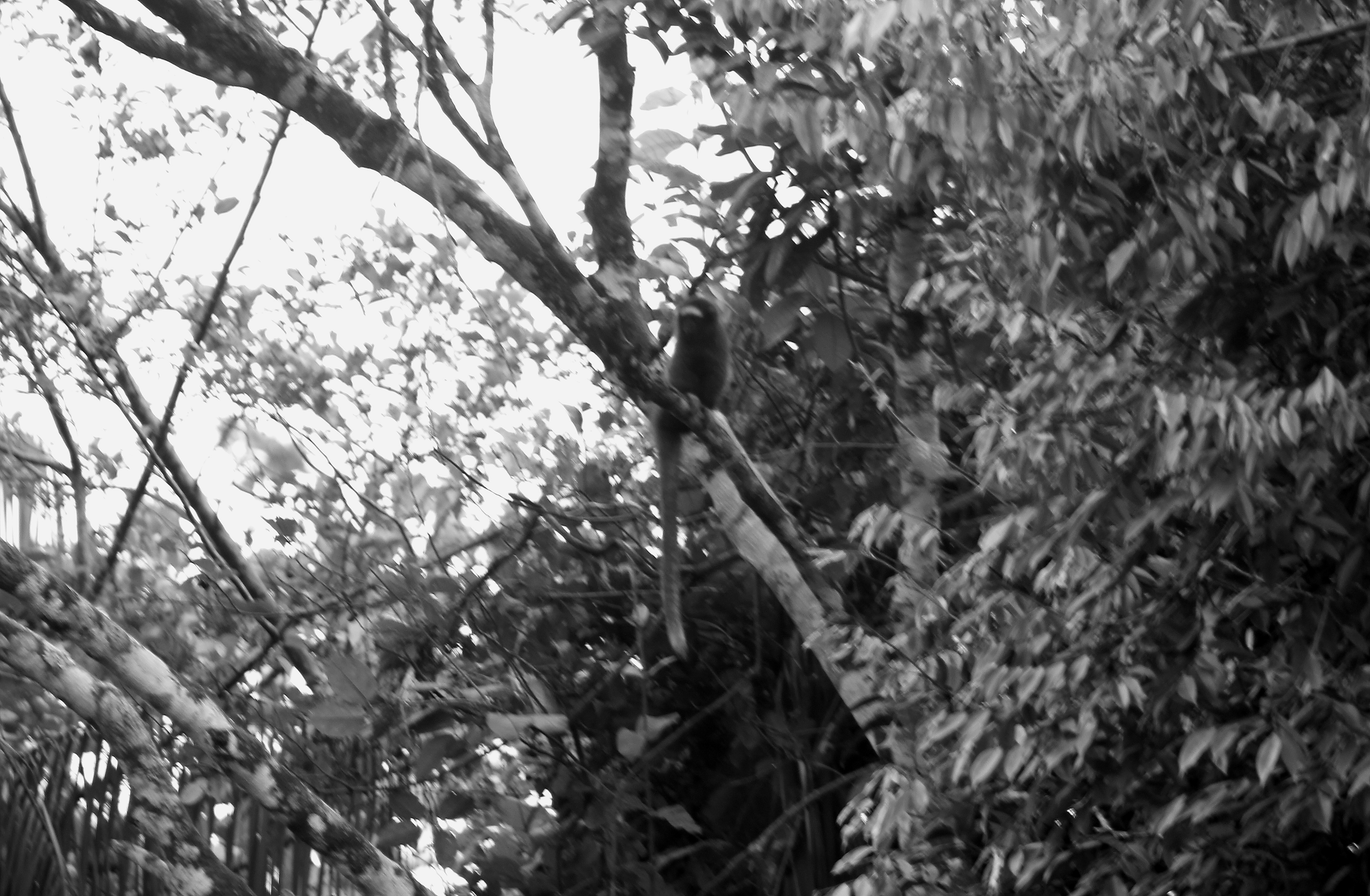